# Takahiro Akimoto
Takahiro Akimoto (明本 考浩 Akimoto Takahiro?), född 31 januari 1998 i Tochigi prefektur, är en japansk fotbollsspelare.
Akimoto började sin karriär 2020 i Tochigi SC. Han spelade 40 ligamatcher för klubben. 2021 flyttade han till Urawa Red Diamonds.